# Fred Robsahm
Fred Otto Robsahm (29 de junio de 1943-26 de marzo de 2015) fue un actor de cine noruego. En el cine apareció acreditado como Fred Robsahm y Fred Robsham.

## Trayectoria en el cine
A raíz de su participación en la película de Roger Vadim Barbarella (1968), Robsahm intervino en películas italianas de spaghetti western y otros géneros en las décadas de 1960 y 1970.

## Vida personal
Robsahm estuvo casado con la diva del cine italiano Agostina Belli durante quince años. Robsahm contrajo el virus del VIH a finales de los 80.
La historia de la vida de Robsahm fue narrada en el documental de Even Benestad 
Natural Born Star, estrenado 2007. Su hermana es la modelo, directora y editora Margarete Robsahm.

## Filmografía
- Bandidos, dirigida por Massimo Dallamano (como Max Dilman) (1967) (no acreditado)
- Barbarella, dirigida por Roger Vadim (1968) (no acreditado)
- Flashback, (1969) (como Fred Robsham)
- Nel giorno del Signore, dirigida por Bruno Corbucci (1970) (como Fred Robsham)
- El pistolero de negro (Black Killer), dirigida por Carlo Croccolo (como Lucky Moore) (1971)
- La sepultada viva (Sepolta viva), dirigida por Aldo Lado (1973)
- Ingrid en la calle (Ingrid sulla strada), dirigida por Brunello Rondi (1973) (como Fred Robsham)
- Il figlio della sepolta viva, , dirigida por Luciano Ercoli (como André Colbert) (1974) (como Fred Robsham)
- Lucrezia giovane, dirigida por Luciano Ercoli (como André Colbert) (1974) (como Fred Robsham)
- Carambola, (1974)
- Pecados de juventud (Peccati di gioventù), dirigida por Silvio Amadio (1975)
- Ophiria (Miniserie de TV) (1983)
- Natural Born Star, (documental, como él mismo) (2007)